# Resolutie 2052 Veiligheidsraad Verenigde Naties
Resolutie 2052 van de Veiligheidsraad van de Verenigde Naties werd door de VN-Veiligheidsraad unaniem aangenomen op 27 juni 2012 en verlengde het mandaat van de UNDOF-waarnemingsmacht in de Golanhoogten met een half jaar.

## Achtergrond
Na de Jom Kipoeroorlog kwamen Syrië en Israël overeen de wapens neer te leggen. Een waarnemingsmacht van de Verenigde Naties moest op de uitvoer van de twee gesloten akkoorden toezien.

## Inhoud

### Waarnemingen
De situatie in het Midden-Oosten bleef verhit en zou waarschijnlijk zo blijven tot er een akkoord werd bereikt. Er bestond ernstige zorg over schendingen van de overeenkomst om troepen te deactiveren; en dan voornamelijk door het Syrisch leger dat op 1 maart de scheidingszone betrad. Incidenten op 26 februari en 5 en 12 maart, waarbij de waarnemers waren beschoten, werden ten zeerste betreurd. De gebeurtenissen in Syrië begonnen hun weerslag te krijgen in UNDOF's gebied.

### Handelingen
De partijen werden opgeroepen onmiddellijk resolutie 338 uit 1973 uit te voeren. Ze werden ook herinnerd aan hun verplichting het akkoord over het terugtrekken van troepen uit 1974 na te komen en zich terughoudend op te stellen. Ten slotte werd het mandaat van UNDOF opnieuw met zes maanden verlengd, tot 31 december 2012.

## Verwante resoluties
- Resolutie 2004 Veiligheidsraad Verenigde Naties (2011)
- Resolutie 2028 Veiligheidsraad Verenigde Naties (2011)
- Resolutie 2064 Veiligheidsraad Verenigde Naties
- Resolutie 2084 Veiligheidsraad Verenigde Naties

Lijst ·  2033 ·  2034 ·  2035 ·  2036 ·  2037 ·  2038 ·  2039 ·  2040 ·  2041 ·  2042 ·  2043 ·  2044 ·  2045 ·  2046 ·  2047 ·  2048 ·  2049 ·  2050 ·  2051 ·  2052 ·  2053 ·  2054 ·  2055 ·  2056 ·  2057 ·  2058 ·  2059 ·  2060 ·  2061 ·  2062 ·  2063 ·  2064 ·  2065 ·  2066 ·  2067 ·  2068 ·  2069 ·  2070 ·  2071 ·  2072 ·  2073 ·  2074 ·  2075 ·  2076 ·  2077 ·  2078 ·  2079 ·  2080 ·  2081 ·  2082 ·  2083 ·  2084 ·  2085